# جامعة الجند للعلوم والتكنولوجيا
جامعة الجند للعلوم والتكنولوجيا مؤسسة تعليمية جامعية اهلية، أنشئت خلال العام الجامعي 2018 - 2019 م، وتم افتتاح الجامعة رسمياً في الثاني من أكتوبر 2018م
، بموجب ترخيص وزارة التعليم العالي رقم (8) للعام 2018م.

## مميزات الجامعة
- عضو اتحاد الجامعات الدولي.
- اتفاقية شراكة مع جامعة المنصورة المصرية.
- تجهيزات ومعامل هندسية هي الأحدث على مستوى محافظة تعز.
- معامل طبية متكاملة ومتطورة.

## الكليات
- كلية العلوم الطبية.
- كلية الهندسة وتقنية المعلومات .
- كلية العلوم الادارية والأنسانية.

## المراكز البحثية والخدمية في الجامعة
1- مركز الجند للتدريب وتنمية المهارات .
2- مركز الجند الهندسي للبحوث والاستشارات .